# Pădurea de pini de la Moinești
Pădurea de pini de la Moinești este o arie protejată de interes național ce corespunde categoriei a IV-a IUCN (rezervație naturală de tip mixt) situată în județul Bacău, pe teritoriul administrativ al orașului Moinești.

## Localizare
Având o suprafață de 15 hectare se află la poalele Munților Tarcău, în partea nord-vestică a județului Bacău, pe versantul sud-estic al Dealului Oșoiu (659 m) deasupra părții centrale a Municipiului Moinești.

## Descriere
Pădurea este reprezentată de fapt de o plantație făcută în 1930 de către Societatea petrolieră „Steaua Română”, în vederea stabilizării alunecărilor locale de teren. Pe versanții sudic și sud-vestic al dealului, sunt plantații mai tinere de pini care s-au facut după anul 1950.
Rezervația naturală Parcul cu Pini a fost declarată arie protejată prin Legea nr.5 din 6 martie 2000 (privind aprobarea Planului de amenajare a teritoriului național - Secțiunea a III-a - zone protejate) și reprezintă o zonă împădurită de interes forestier aflată în extremitatea sud-estică a Munților Tarcăului, cu rol de protecție pentru Pinul negru.
Aici se află o zonă de agrement a orașului Moinești.